# Antachara denterna
Antachara denterna là một loài bướm đêm trong họ Noctuidae.